# Francisco Javier Castedo Álvarez
Francisco Javier Castedo Álvarez (Madrid, 20 de gener de 1941), és un enginyer industrial madrileny, que el 1987 va ser durant uns mesos president de l'Atlètic de Madrid.
El 1982 Francisco Javier Castedo Álvarez es va incorporar a la Junta Directiva de l'Atlètic de Madrid, en què va ser nomenat vicepresident primer per Vicente Calderón Pérez-Cavada. A la defunció d'aquest, el 24 de març de 1987, va assumir la presidència del club, i va convocar eleccions pel 26 de juny.
En aquest procés electoral va resultar elegit Jesús Gil y Gil, que va rellevar Castedo en la presidència el 8 de juliol de 1987.